# Kulintang

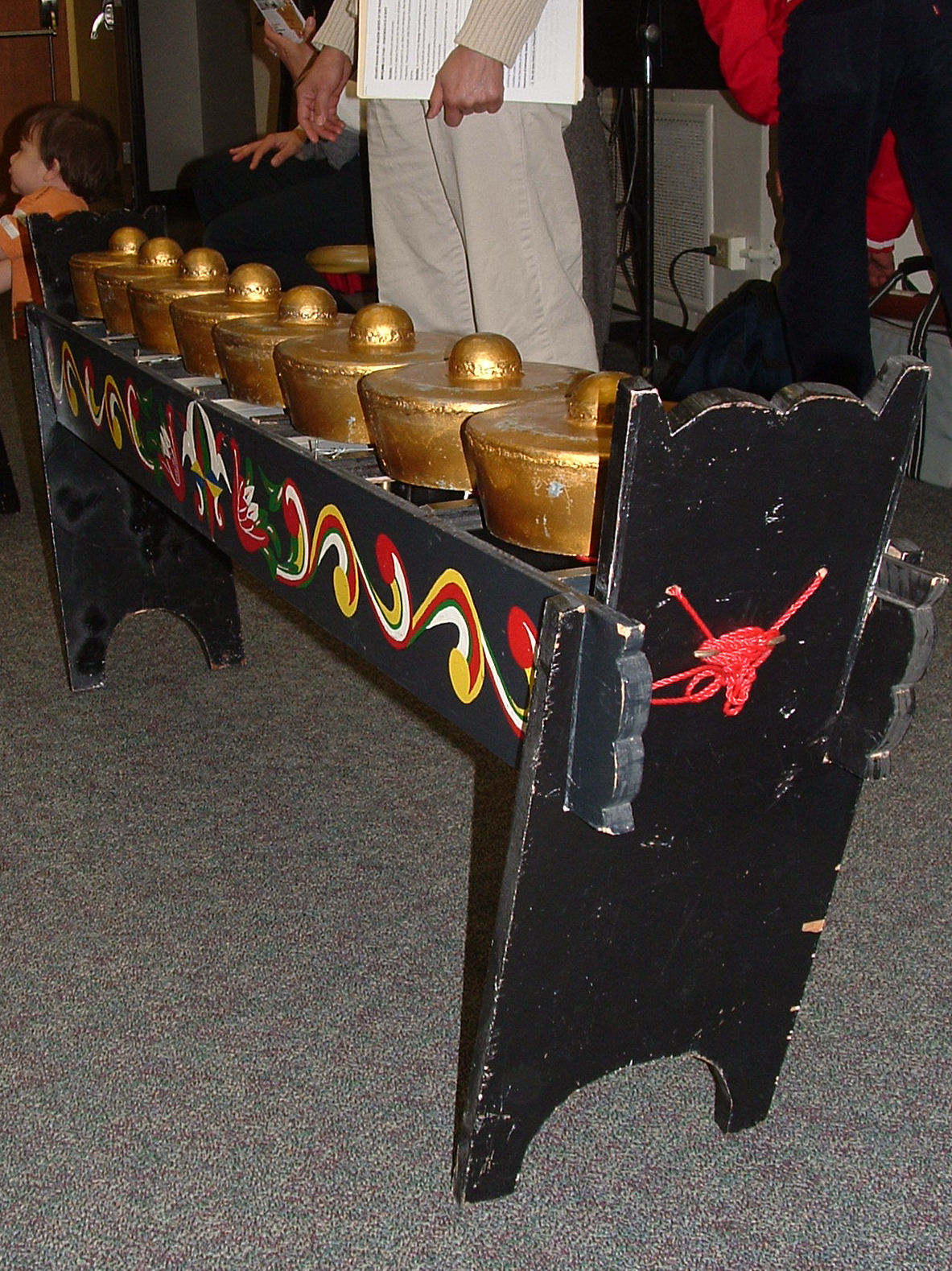
Een kulintang

Een kulintang is een Zuidoost-Aziatisch muziekinstrument, dat uit kleine gongetjes bestaat die horizontaal naast elkaar liggen en die verschillende tonen voortbrengen wanneer erop geslagen wordt.
Vaak worden door een muziekgroep diverse instrumenten naast de kulintang gebruikt, of afgewisseld, zoals de anklung, en wordt er bij de muziek gedanst. De kulintang is vaak onderdeel van een gamelan.
De kulintang wordt vaak gecombineerd met de hangende agung gongen gebruikt.